# Yersinia pestis
Yersinia pestis és un eubacteri gramnegatiu en forma de bacil de la família de les enterobacteriàcies. És un anaerobi facultatiu que pot infectar humans i altres animals, i que és especialment infame per haver estat amb tota certesa, segons la recerca feta per un equip alemany i canadenc feta en un cementiri de Londres on hi ha enterrats morts a causa de la pesta negra, la responsable del fet que durant l'edat mitjana morissin uns 75 milions de persones d'arreu del món, i que hauria causat la mort d'entre el 30% i el 60% de la població d'Europa.